# Cystidia (bướm đêm)
Cystidia là một chi bướm đêm thuộc họ Geometridae.

## Các loài
- Cystidia couaggaria Guenée, 1857
- Cystidia indrasana (Moore, [1866])
- Cystidia stratonice (Stoll, [1782])
- Cystidia truncangulata Wehrli, 1934